# 大西和男
大西 和男（おおにし かずお、1929年12月1日 - 2021年5月24日）は、日本の経営者。

## 経歴
兵庫県神戸市出身。1953年に神戸経済大学経済学部を卒業し、同年に住友林業の前身である東邦農林に入社。
1980年12月に取締役に就任し、常務を経て、1984年12月に社長に就任し、1994年6月には会長に就任。1998年6月に取締役相談役を経て、2000年6月から相談役を務めた。
2021年5月24日老衰のために死去。91歳没。